# 開平府
開平府（かいへいふ）は、モンゴル帝国（元朝）のクビライ・カアンがモンゴル高原に建設した町。のちに開平府は、上都と呼ばれた。開平府は、元朝の首都ではなく、春から秋にかけてハーンの宮廷がモンゴル高原の各地を移動中の補給地であった。西洋ではザナドゥ（Xanadu、Zanadu、Shangdu）とも呼ばれる。